# 川岸村

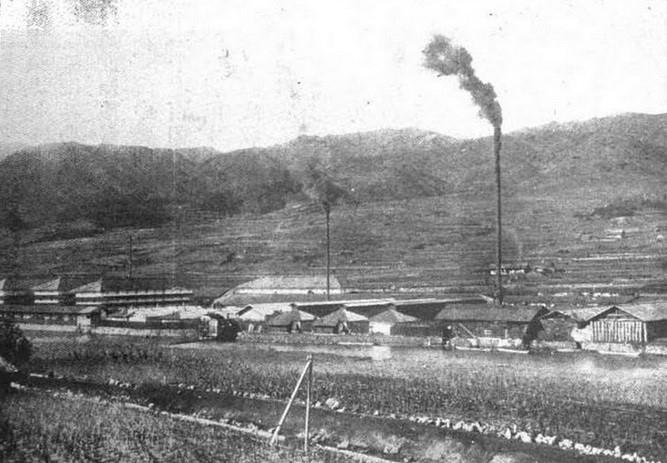
片倉組河岸製糸所。片倉財閥はここから始まった

川岸村（かわぎしむら）は長野県諏訪郡にあった村。概ね現在の岡谷市川岸各町にあたる。

## 地理
- 山：高尾山
- 河川：天竜川

## 歴史

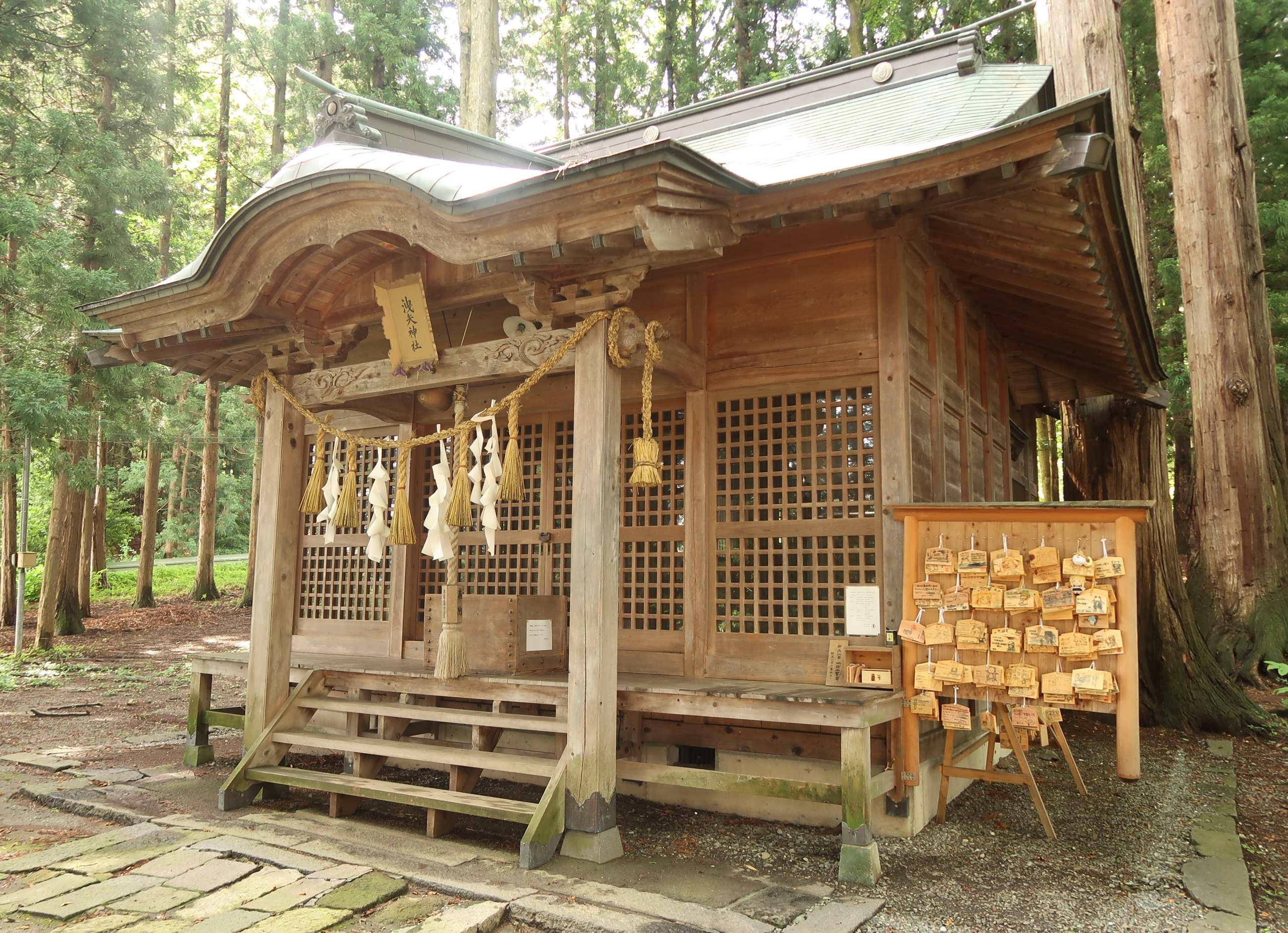
洩矢神社(川岸東橋原区)
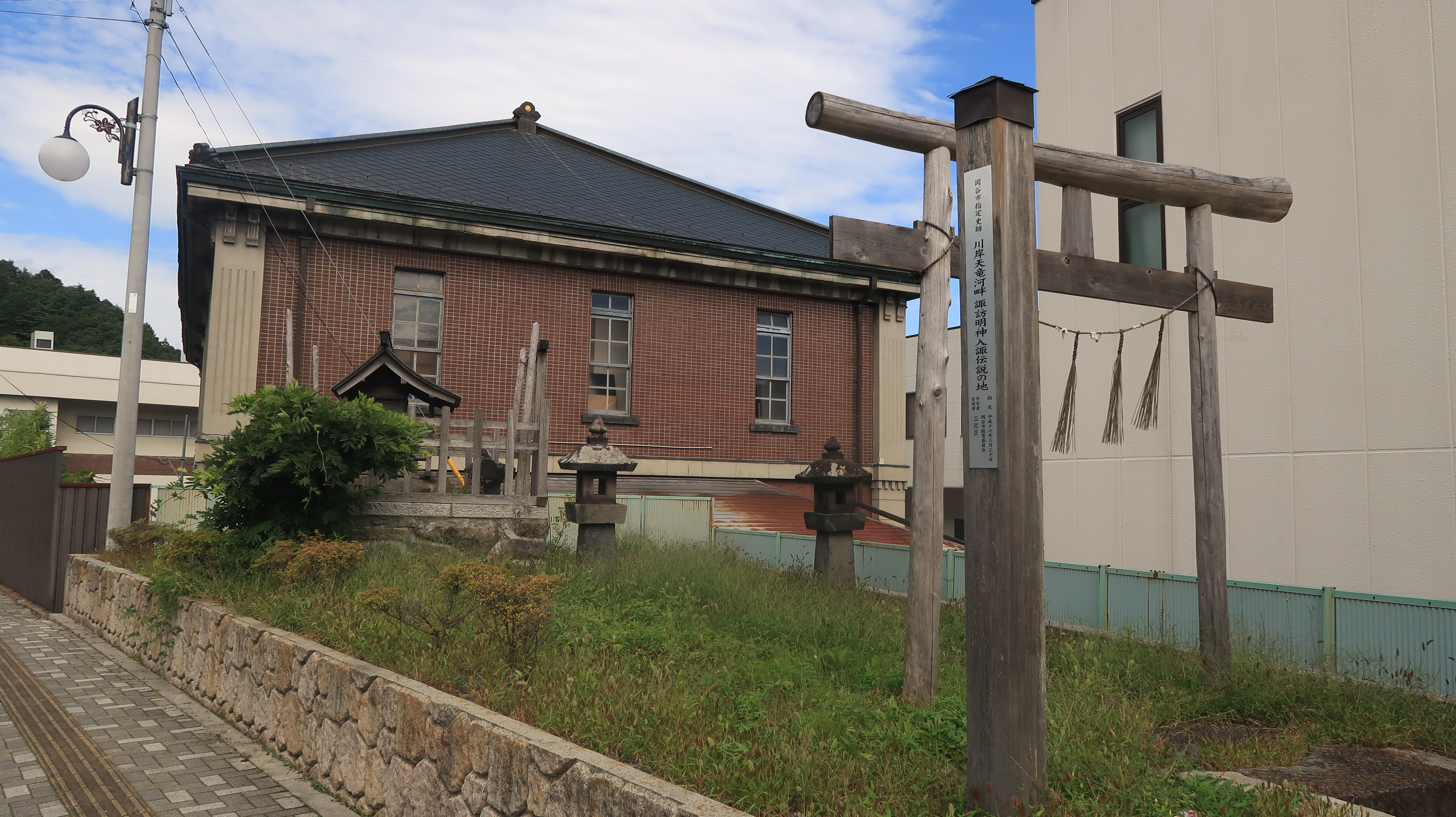
藤島神社(川岸上三沢区「川岸天竜河畔諏訪明神入諏伝説の地」)

- 1873年（明治7年）10月25日 - 筑摩県諏訪郡橋原村・鮎沢村・駒沢村・三沢村・新倉村が合併して川岸村となる。
- 1876年（明治9年）8月21日 - 長野県の所属となる。
- 1889年（明治22年）4月1日 - 町村制の施行により、川岸村が単独で自治体を形成。
- 1955年（昭和30年）2月1日 - 岡谷市に編入。同日川岸村廃止。

## 地名
川岸村合併前の自然村(現在の行政区)とその集落名。
- 三沢 (みさわ)
  - 中尾 (なかお)- 昭和後期に宅地造成された地区
  - 高尾 (たかお)- 昭和後期に宅地造成された地区

- 新倉 (あらくら)
  - 丸山 (まるやま)
  - 沢 (さわ)
  - 塩坪 (しおつぼ／しょつぼ)
  - 夏明 (なつあけ)

- 橋原 (はしばら)
  - 志平 (しびら)

- 鮎沢 (あいざわ)
- 駒沢 (こまざわ)
  - 駒沢新田 (こまざわしんでん)- 川岸村合併以前は荻山新田 (おぎやましんでん) といった。

### 現在の川岸地区
| 三沢 | 川岸上・川岸中1丁目の周辺    |
| 新倉 | 川岸中2・3丁目・川岸西の周辺 |
| 橋原 | 川岸東1・2丁目の周辺         |
| 鮎沢 | 川岸東3丁目の周辺            |
| 駒沢 | 川岸東4・5丁目の周辺         |

## 交通

### 鉄道路線
- 日本国有鉄道
  - 中央本線
    - 川岸駅

### 道路
現在は旧村域に中央自動車道・長野自動車道の岡谷ジャンクション、中央自動車道の川岸バスストップが所在するが、当時は未開通。